# Washington Redskins 1938
La stagione 1938 dei Washington Redskins è stata la settima della franchigia nella National Football League e la seconda a Washington. Sotto la direzione del capo-allenatore Ray Flaherty la squadra campione in carica ebbe un record di 6-3-2, terminando seconda nella NFL Eastern e mancando l'accesso ai playoff.

## Scelte nel Draft 1938
| Scelte nel Draft 1938 |        |                |          |                   |      |
| Giro                  | Scelta | Giocatore      | Ruolo    | College           | Note |
| 1                     | 9      | Andy Farkas    | Back     | Detroit           |      |
| 3                     | 24     | Sam Chapman    | Back     | California        |      |
| 5                     | 39     | Dave Price     | Centro   | Mississippi State |      |
| 6                     | 49     | Elmer Dohrmann | End      | Nebraska          |      |
| 7                     | 59     | Roy Young      | Guardia  | Texas A&M         |      |
| 8                     | 69     | Bill Hartman   | Fullback | Georgia           |      |
| 9                     | 79     | Ed Parks       | Centro   | Oklahoma          |      |
| 10                    | 89     | Jack Abbott    | Back     | Elon              |      |
| 11                    | 99     | Dick Johnston  | End      | Washington        |      |
| 12                    | 109    | Hank Bartos    | Guardia  | North Carolina    |      |

## Calendario
| Stagione regolare |                    |                        |                    |                    |                                |                    |                    |
| Turno             | Data               | Avversario             | Risultato          | Record             | Stadio                         | Pubblico           | Sintesi            |
| 1                 | 11 settembre       | at Philadelphia Eagles | V 26–23            | 1–0                | Philadelphia Municipal Stadium | 20,000             | Recap              |
| 2                 | 18 settembre       | Brooklyn Dodgers       | P 16–16            | 1–0–1              | Griffith Stadium               | 23,000             | Recap              |
| 3                 | 25 settembre       | Cleveland Rams         | V 37–13            | 2–0–1              | Griffith Stadium               | 27,000             | Recap              |
| 4                 | Settimana di pausa | Settimana di pausa     | Settimana di pausa | Settimana di pausa | Settimana di pausa             | Settimana di pausa | Settimana di pausa |
| 5                 | 9 ottobre          | New York Giants        | S 7–10             | 2–1–1              | Griffith Stadium               | 37,500             | Recap              |
| 6                 | 16 ottobre         | at Detroit Lions       | V 7–5              | 3–1–1              | Briggs Stadium                 | 42,855             | Recap              |
| 7                 | 23 ottobre         | Philadelphia Eagles    | V 20–14            | 4–1–1              | Griffith Stadium               | 3,000              | Recap              |
| 8                 | 30 ottobre         | at Brooklyn Dodgers    | P 6–6              | 4–1–2              | Ebbets Field                   | 29,913             | Recap              |
| 9                 | 6 novembre         | at Pittsburgh Pirates  | V 7–0              | 5–1–2              | Forbes Field                   | 12,910             | Recap              |
| 10                | 13 novembre        | at Chicago Bears       | S 7–31             | 5–2–2              | Wrigley Field                  | 21,817             | Recap              |
| 11                | Settimana di pausa | Settimana di pausa     | Settimana di pausa | Settimana di pausa | Settimana di pausa             | Settimana di pausa | Settimana di pausa |
| 12                | 27 novembre        | Pittsburgh Pirates     | V 15–0             | 6–2–2              | Griffith Stadium               | 12,910             | Recap              |
| 13                | 4 dicembre         | at New York Giants     | S 0–36             | 6–3–2              | Polo Grounds                   | 57,461             | Recap              |

Nota: gli avversari della propria division sono in grassetto.

## Classifiche
| NFL Eastern         |   |   |   |      |       |     |     |     |
|                     | V | S | P | %    | DIV   | PF  | PS  | STR |
| New York Giants     | 8 | 2 | 1 | .800 | 5–2–1 | 194 | 79  | V1  |
| Washington Redskins | 6 | 3 | 2 | .667 | 4–2–2 | 148 | 154 | S1  |
| Brooklyn Dodgers    | 4 | 4 | 3 | .500 | 3–2–3 | 131 | 161 | P1  |
| Philadelphia Eagles | 5 | 6 | 0 | .455 | 3–5   | 154 | 164 | V2  |
| Pittsburgh Pirates  | 2 | 9 | 0 | .182 | 2–6   | 79  | 169 | S6  |

Note: I pareggi non venivano conteggiati ai fini della classifica fino al 1972.